# Vion (Predaia)
Vion (Vión in noneso) è una frazione di Predaia situata a circa 700 metri sul mare. Domina sulla Valle di Non, distante 2,51 chilometri da Tres.

## Storia
Fu comune autonomo fino al 1928, quando fu aggregata al comune di Tres. Il 1º gennaio 2015 a sua volta Tres fu fuso assieme a Coredo, Smarano e Vervò nel comune di Predaia.